# Camille Maurane
Pour les articles homonymes, voir Maurane (homonymie).
Camille Maurane, né Camille Moreau, le 29 novembre 1911 à Rouen et mort le 21 janvier 2010  à Eaubonne, est un chanteur classique et pédagogue français. Il est baryton léger ou baryton Martin (entre le baryton et le ténor).

## Biographie
Son père était professeur de musique et il commença à chanter comme enfant à la Maîtrise Saint-Evode de la cathédrale de Rouen, où il reçoit une formation vocale et musicale avec l'abbé Bénard pendant trois années. La disparition tragique de sa mère et le remariage de son père l'amena à quitter la maîtrise pour travailler comme apprenti chez un commerçant pendant plusieurs années. Il se mariera par la suite et se mettra à son compte.
Après 12 ans éloigné du chant, Camille Maurane redécouvre sa voix et renoue avec le chant dans des chœurs d'églises.
C'est vers l'âge de 25 ans qu'il est admis dans la classe de Claire Croiza (1936-1939) au Conservatoire national supérieur de musique de Paris. Nul artiste ne pouvait mieux que Claire Croiza développer sa voix et travailler les textes avec cette attention et cette diction parfaite.
Par ailleurs grand pédagogue, Camille Maurane a enseigné pendant quelque trente ans au Conservatoire de Paris, jusqu'en 1981.
Il est décédé dans sa maison à Eaubonne (Val-d'Oise) à l'âge de 98 ans. Ses obsèques ont eu lieu le vendredi 29 janvier 2010 à la cathédrale de Rouen.

## Carrière
Camille Maurane a commencé sa carrière comme chanteur en 1940 à l'Opéra-Comique de Paris. Sa voix est typique du baryton léger ou baryton Martin. Camille Maurane est très connu pour ses interprétations remarquables de Pelléas dans l'opéra Pelléas et Mélisande de Claude Debussy, dont il a enregistré trois versions intégrales. Il est aussi considéré comme un des meilleurs interprètes des mélodies françaises, tout particulièrement celles de Fauré. Il aura été aussi l'un des premiers à enregistrer la musique de Rameau, à une époque où la musique baroque ne jouissait pas de la vogue actuelle.
Camille Maurane a mené toute une carrière de concertiste et donné notamment de nombreux récitals tant en France et qu'à l’étranger.
Excellent pédagogue, il a enseigné pendant trente ans au Conservatoire de Paris jusqu’en 1981 et a su sensibiliser toute une génération d'élèves à l'indispensable clarté de la diction pour les mélodies françaises.
Selon le ténor Michel Sénéchal, « il a été l'un des plus beaux chanteurs français qui soient » et, à propos de son timbre clair et léger, de son phrasé délicat : « Le chant français est un chant très subtil, et lui en avait le secret ». Toujours selon Michel Sénéchal, « il disait que ce qui l'avait amené au chant, c'était la poésie française », ce dont peuvent témoigner aujourd'hui beaucoup de ses anciens élèves, qui confirment aussi cet autre jugement d Sénéchal : « Là où personne ne l'a égalé, et où il était magistral, c'était dans les mélodies de Gabriel Fauré. »

## Discographie
Camille Maurane a beaucoup enregistré, et ce dès le début de sa carrière chez Pathé, Philips et surtout Erato qui possède aujourd'hui l'essentiel des enregistrements.

### Mélodies
- Gabriel Fauré, Franz Schubert, Emmanuel Chabrier, Maurice Ravel, … : Poèmes, chants religieux et romances célèbres. Erato, WPCS-10876/81, 6 CD.
- Camille Maurane: Requiem de Gabriel Fauré op. 48, [Microsillon Philips  AA 00.669 R].

La bonne chanson op. 61 de Gabriel Fauré ; Mélodies d'Henri Duparc ; Les Illuminations op 18 de Britten ; Don Quichotte, Schéhérazade de Maurice Ravel, Trois ballades de François Villon de Claude Debussy. Enregistrements (1953, 1954, 1955) avec les sopranes Janine Micheau, Pierrette Alarie et Lily Bienvenu, l'organiste Maurice Duruflé. Chorale Élisabeth Brasseur, Orchestre des Concerts Lamoureux dirigé par Jean Fournet et Paul Sacher. Réf. Philips The Early Years  2 CD
- Mélodies de Gabriel Fauré : La Chanson du pêcheur ; Après un rêve ; Ici-bas ; Nell ; Automne ; Rencontre ; Toujours ; Adieu ; Les Berceaux ; Le Secret ; Les Roses d’Ispahan ; Aurore ; Les Présents ; Larmes ; Au cimetière ; La Rose ; Le Parfum impérissable ; Arpège ; Prison ; Soir ; Le plus doux chemin. Réf. XCP 5001 avec au piano Pierre Maillard-Verger (1959).
- 4 cycles de Gabriel Fauré et anthologie de la musique française:  Mélodies de Venise ; La Bonne chanson ; Le Jardin clos ; Mirages ; L’Horizon chimérique ; Chanson ; Clair de lune ; Nocturne ; Accompagnement ; Le Don silencieux (+ mélodies de Emmanuel Chabrier, Charles Gounod, Georges Bizet…). Réf. XCP 5009 - 5010 Hommage à Camille Maurane vol II - III 2 CD avec au piano Lily Bienvenu (1957-1958) et Pierre Maillard-Verger (1959)
- Poèmes en musique de Charles Gounod, Jacques Offenbach, François Adrien Boieldieu, Édouard Lalo, Georges Bizet, Léo Delibes, César Franck, Jacques Chailley, Reynaldo Hahn, Jules Massenet, César Franck... Réf. XCP 5011 vol IV 1 CD avec au piano Lily Bienvenu (1957-1958) et Georgy Sebok (1958)
- Henri Duparc : 12 Mélodies (piano : Lily Bienvenu), 1954. Réf. XCP 5040 vol V 1 CD.

### Opéras et oratorios
- Roméo et Juliette, symphonie dramatique d'Hector Berlioz. Avec Andrée Aubéry-Luchini, Camille Maurane, Heinz Rehfuss. Orchestra Sinfonica e Coro della RAI di Roma, sous la direction de Lorin Maazel. Enregistrement radiophonique effectué le 01/02/1958. Andromeda 9073 (2 CD) ou Cantus 5.01578 (2 CD).
- Roméo et Juliette, symphonie dramatique d'Hector Berlioz Anna Reynolds, Coro della Ortf, Orchestre National de France, dir Lorin Maazel. DVD Dupli Video sound 1990.
- Le Docteur Miracle, opéra en un acte de Georges Bizet. Avec Camille Maurane, Michel Hamel, Denise Boursin et Freda Betti. Orchestre National de la RTF sous la direction de Maurice Soret. Concert public du 18 février 1952. Publié dans le "Coffret du centenaire".
- Lakmé, opéra en trois actes de Léo Delibes. Avec Mado Robin (Lakmé), Camille Maurane (Frédéric), Nadine Sautereau (Ellen), Charles Richard, Denise Monteil, Gabrielle Ristori, Pierre Savignol, René Lenoty, Albert Caurat et Pierre Roy. Orchestre radio-lyrique et chœurs de la RTF sous la direction de Jules Gressier. Enregistrement radiophonique effectué les 24 et 25 janvier 1955 au Studio Armand Moissant à Paris. Rodolphe Productions en collaboration avec l'INA. Réf. RPC 32426/27  2 CD.
- La Chanson du mal-aimé, oratorio scénique de Léo Ferré. Avec Camille Maurane (le mal-aimé), Michel Roux (le double), Nadine Sautereau (la femme) et Jacques Petitjean (l'ange). Orchestre National de la RTF et Chœurs Raymond Saint-Paul sous la direction de Léo Ferré. Réf. Odéon, 1957.
- Les Caprices de Marianne, opéra en deux actes d'Henri Sauguet. Avec Camille Maurane (Octave), Andrée Esposito (Marianne), Louis-Jacques Rondeleux (Claudio), Paul Derenne  (l'aubergiste), Irma Kolassi  (Hermia), Michel Sénéchal (Cœlio), Gérard Friedmann (Tibia), Claude Genty (le chanteur de sérénades) et Agnès Disney (la duègne). Orchestre radio-lyrique sous la direction de Manuel Rosenthal. Enregistrement effectué à Paris les 27 et 28 mai 1959. INA. Réf. Solstice SOCD98/99 2 CD.

### Pelléas et MélisandedeDebussy
- Version dirigée par Jean Fournet, avec Janine Micheau (Mélisande), Michel Roux (Golaud), Xavier Depraz (Arkel), Rita Gorr (Geneviève), Annik Simon (Yniold), Marcel Vigneron (Hirte-Arzt), Chorale Élisabeth Brasseur, Orchestre des Concerts Lamoureux. Réf. CACD 5.00661.
- Version dirigée par Ernest Ansermet, avec Erna Spoorenberg (Mélisande), George London (Golaud), Guus Hoekman (Arkel), Josephine Veasey (Geneviève), Rosine Brédi (Yniold), Orchestre de la Suisse Romande. Decca, The Compact Opéra Collection.
- Version dirigée par Désiré-Émile Inghelbrecht, avec Suzanne Danco (Mélisande), Maurice de Groote (Golaud), Christiane Gayraud (Geneviève), André Vessières (Arkel), Majorie Westbury (Yniold), Marcel Vigneron (un berger, le médecin), Chœur de la RTF, dirigé par Marcel Briclot, Orchestre National de la RTF. Concert public au Théâtre des Champs-Élysées le 29 avril 1952, publié dans le "Coffret du centenaire".

### Divers
- Coffret du centenaire. Pelléas et Mélisande (voir détails ci-dessus), Le Docteur Miracle (voir détails ci-dessus), « Camille Maurane par lui-même » avec des extraits d'entretien et nombreuses mélodies. Productions en collaboration avec l'INA et France Musique 2012. FRF019/22, 4 CD.
- Arthur Honegger, Pacific 231 / Rugby / Pastorale d'été / Une cantate avec Camille Maurane (baryton), Jean Martinon (chef d'orchestre), Orchestre national de l'ORTF (orchestre), Henriette Puig-Roget (orgue). EMI, 1 CD.

### Entendre sa voix
- Les berceaux Extrait du disque XCP 5001 (1989) Pierre Maillard-Verger, piano